# Schwabhausen
Schwabhausen là một đô thị ở huyện Dachau bang Bayern nước Đức. Đô thị Schwabhausen có diện tích 30,23 km², dân số thời điểm ngày 31 tháng 12 năm 2006 là 6002 người.